# André Vincent Vieillard
Pour les articles homonymes, voir Vieillard.
 (mai 2016).
André-Vincent Vieillard est un peintre français sur céramique, né en 1717 et mort en 1790.

## Biographie
Responsable de l'application des putti et des motifs d'oiseaux à la Manufacture de Vincennes, il continue en suivant ses collègues à la Manufacture de porcelaine de Sèvres en août 1756.
Sa marque est un « V » en bleu entre les deux « L » entrelacés, ou un « no I ».
Marié, il a un fils, Pierre-André-Joseph Vieillard, qui sera un peintre actif à la Manufacture nationale de Sèvres de 1784 à 1793.

## Œuvres dans les collections publiques
- Paris, musée du Louvre :

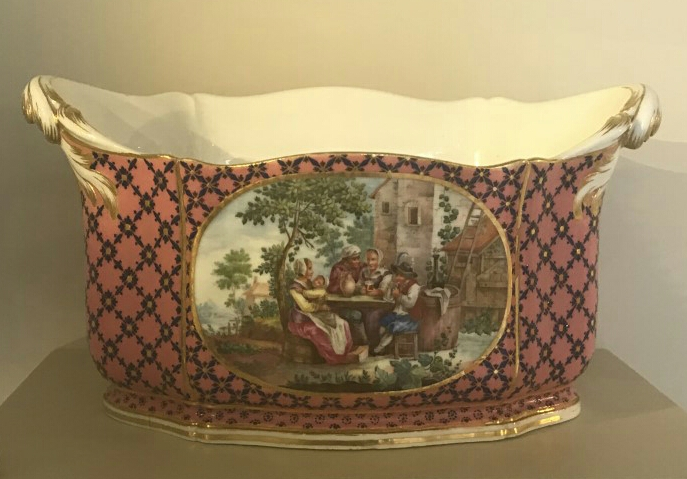
Cuvette à fleurs à compartiments dite
Choisy, musée du Louvre.

  - Tasse et soucoupe Bouillard, 1752, porcelaine tendre de la Manufacture de Vincennes, 6,1 × 9,2 × 3 cm ;
  - Déjeuner à thé Hébert, 1753, service en porcelaine tendre, cinq pièces de la Manufacture de Vincennes à décor d'enfants dans le style de Boucher et peint en camaïeu bleu, décor à l'or, signature peinte en bleu V ;
  - Cuvette à fleurs à compartiments, dite « Choisy », en 2e grandeur, 1760, décor à fond rose quadrillé, cartouche en réserve représentant un paysage avec famille paysanne  autour d'une table en extérieur, peint en bleu entre les deux « LL » entrelacés, 14,3 × 26,5 cm ;
  - Caisses jardinières « à la Mahon » en 3e grandeur, 1765, une paire en porcelaine tendre de Sèvres avec socle en bronze doré, modèle donné par Jean-Claude Duplessis en 1756. Décors l'une de roses, la seconde d'un paysage avec un personnage devant une maison de Jean-Baptiste Tandart (1729-1816) et Vieillard ;
- Sèvres, musée national de Céramique :
  - Compotiers en forme de coquille Saint-Jacques, vers 1753, une paire en porcelaine tendre de la Manufacture de Vincennes, décor d'enfants d'après François Boucher, 21 × 21,5 cm ;
  - Vase hollandais, dit Jardinière à plantes « dents de loup », 1754, porcelaine tendre de Vincennes, décor à l'or, putti camaïeu bleu, doré, or d'après François Boucher ;
  - Caisse à fleurs, ou Cuvette, 1754, porcelaine tendre de Vincennes, décor de putti en camaïeu bleu, marque peinte no 1, 12,5 × 29 × 21,8 cm ;
  - Jatte ou bassin ovale, 1757, porcelaine tendre de Sèvres, décor quadrillé rose ;
  - Cabaret ou Solitaire, vers 1767,  porcelaine tendre de Sèvres à décor d'instruments aratoires ;
  - Tasse de forme Litron et soucoupe, 1784, porcelaine tendre de Sèvres, décorée d'un paysage.